# منتخب غيانا لكرة السلة
منتخب غيانا لكرة السلة (بالإنجليزية: Guyana national basketball team)‏ هو ممثل غيانا الرسمي في المنافسات الدولية في كرة السلة
.